# Фонд Развития Интернет
Фонд развития Интернет (ФРИ) — российская некоммерческая организация, основанная интернет-компаниями «Релком. Деловая сеть» и «Демос—Интернет» в 2000 году.
Цель Фонда — поддержка разнообразных проектов по развитию сети Интернет и информационной инфраструктуры, созданию и внедрению новейших информационных технологий. Среди основных задач ФРИ: поддержка проектов по защите информации в сети Интернет; организация и проведение научных исследований в области инфокоммуникационных технологий; содействие развитию интернета, как безопасного пространства для детей и молодежи; содействие развитию цифровой грамотности широких слоев населения Российской Федерации.

## История
В декабре 2000 года был подписан Меморандум о взаимопонимании между Российским Научно-Исследовательским Институтом Развития Общественных Сетей (РосНИИРОС) и Фондом Развития Интернет, в результате которого было заключено «Соглашение об участии Фонда Развития Интернет в развитии Реестра .su сети Интернет» и образован Регламентный Комитет Реестра .su. С этого момента Фонд Развития Интернет стал администратором зоны .su и уполномоченным органом, осуществляющим управление доменом .su в интересах локального и мирового интернет-сообщества и аккредитацию Регистраторов в зоне .su.

## Деятельность Фонда
Фонд принимает активное участие в формировании общемировой доменной политики, является членом ассоциации азиатско-тихоокеанских регистратур доменов верхнего уровня (APTLD), ведет работу в ряде рабочих групп Корпорации по управлению доменными именами и IP-адресами (ICANN). В целях противодействия и предупреждения фактов нарушений, связанных с неправомерным использованием доменных имен в домене .su, Фонд Развития Интернет сотрудничает с ведущими российскими экспертными организациями в области реагирования на компьютерные инциденты.
ФРИ является участником Международного исследовательского консорциума информационной безопасности. Совместно с Национальным исследовательским институтом «Высшая школа экономики», а именно с его структурным подразделением — Московским институтом электроники и математики имени А. Н. Тихонова — работает по созданию Центра развития интернет-инфраструктуры.
В 2009 году ФРИ выступил инициатором и активным организатором Года Безопасного Интернета в России. Начиная с 2009 года и по настоящее время, Фонд организует ежегодные научно-практические конференции, посвященные Всемирному Дню безопасного Интернета. Также Фонд является инициатором и одним из организаторов ежегодного Всероссийского конкурса «Позитивный контент».

## Исследовательские проекты Фонда
Фонд Развития Интернет с 2007 года проводит психологические и социально-психологические исследования, посвященные проблемам восприятия и использования цифровых технологий детьми и молодёжью, в том числе популяционные исследования, охватывающие все федеральные округа Российской Федерации. Фонд участвует в международных исследованиях совместно с Лондонской школой экономики и политических наук в рамках проектов EU Kids II—IV, а также с Институтом по защите и безопасности граждан при Центре совместных исследований Европейской Комиссии (Institute for the Protection and Security of the Citizen (IPSC) в рамках проекта «Young Children (0-8) and Digital Technology». За 2007—2019 годы общее количество респондентов различных возрастов превысило 20 тысяч человек. Благодаря этому Фонд располагает актуальными данными об интенсивности и характере интернет-активности детей и их родителей, об основных факторах риска, с которыми пользователи сталкиваются при использовании Интернета, об особенностях детско-родительских отношений в контексте использования цифровых технологий, проблемах цифровой социализации, механизмах интернет-зависимости, а также об уровне реального владения цифровыми технологиями среди представителей разных поколений.
Результаты исследований представлены в более чем 100 научных статьях и монографиях, а также в выступлениях сотрудников Фонда в СМИ.

## Образовательные проекты
ФРИ разрабатывает образовательные программы повышения цифровой компетентности для разных поколений интернет-пользователей, начиная от младших школьников и до граждан предпенсионного и пенсионного возраста. Качество программ гарантировано уникальной научной базой, многолетним опытом исследовательской, методической и практической работы. При поддержке партнеров через программы повышения цифровой компетентности, разработанные Фондом, прошло свыше 320 000 детей, подростков, педагогов и родителей в различных регионах Российской Федерации. Сотрудниками Фонда были изданы учебно-методические пособия по повышению цифровой компетентности детей и подростков, а также пособие для людей предпенсионного и пенсионного возрастов по освоению интернета. Совместно с Роскомнадзором было подготовлено учебно-методическое пособие для педагогов по защите и управлению персональными данными, включающее уроки для школьников. Совместно с издательством «Русское слово» подготовлены рабочие тетради и тренажеры по курсу «Кибербезопасность» по внеурочной деятельности для 5-9 классов в соответствии с требованиями Федерального государственного образовательного стандарта основного общего образования.

## Информационно-просветительская деятельность
Под редакцией Фонда выпускается информационно-аналитический журнал «Дети в информационном обществе», который был учрежден в рамках Года Безопасного Интернета в России при поддержке Министерства связи и массовых коммуникаций РФ и Министерства образования и науки РФ в 2009 году. Факультет психологии МГУ имени М. В. Ломоносова осуществляет научную поддержку издания. Содержание журнала сосредоточено на вопросах развития, социализации и обучения детей в современном мире глобальных перемен и интенсивного развития. Журнал распространяется бесплатно и ориентирован на родителей, учителей, школьных психологов и всех, кто работает с детьми. Журнал доступен в электронном варианте на сайте фонда, а также в бумажном виде. Свидетельство о регистрации СМИ: ПИ ФС77-45884 от 15 июля 2011 г., Роскомнадзор. ISSN 2313-075X.

## Проект Линия помощи «Дети онлайн»
Всероссийская линия помощи «Дети онлайн» — служба телефонного и онлайн-консультирования, которая оказывает психологическую и информационную поддержку пользователям интернета при столкновении с проблемами в процессе его использования. Линия помощи начала свою работу в 2009 году в рамках Года Безопасного Интернета в России при поддержке Министерства связи и массовых коммуникаций Российской Федерации.

## Награды
Информационный портал Фонда «Дети онлайн», посвященный социальной, образовательной и исследовательской деятельности Фонда, в 2011 году стал лауреатом Премии Рунета в категории «Безопасный Рунет».

## Партнеры Фонда
Министерство связи и массовых коммуникаций Российской Федерации, Министерство образования и науки Российской Федерации, Роскомнадзор, Российская ассоциация электронных коммуникаций, Лаборатория Касперского, ПАО МТС, ОАО МГТС, МГУ имени М. В. Ломоносова, Российская академия образования, Высшая школа экономики, Региональный общественный центр интернет-технологий, Российская государственная детская библиотека, Академия социального управления, Региональный общественный центр интернет-технологий, Политехнический музей, Лондонская школа экономики и политических наук, EU Kids Online, Institute for the Protection and Security of the Citizen (IPSC) и другие.